# شبکه الاتجاه
تلویزیون الاتجاه (به عربی: قناة الاتجاه الفضائية)یک کانال تلویزیونی در عراق است. این شبکه عربی زبان متعلق به کتائب حزب‌الله، یکی از گروه‌ها سیاسی و شبه‌نظامی شیعه در عراق می‌باشد که به‌گفته‌ی مقامات آمریکایی به ایران وابسته است. تلویزیون الاتجاه دارای ۵۰۰ کارمند است که دفترهای آن در محله کراده در بغداد و بیروت در لبنان واقع شده است.